# 巴蒂斯蒂尼站
巴蒂斯蒂尼站（義大利語：Battistini）是羅馬地鐵A線的一個地下車站，位於羅馬19區。巴蒂斯蒂尼站開通於2000年1月1日，是羅馬地鐵A線最北端的車站。

## 外部連結
维基共享资源上的相關多媒體資源：巴蒂斯蒂尼站
- Battistini station on the Rome public transport site (in Italian)